# Kimia
Kimia is een muggengeslacht uit de familie van de steekmuggen (Culicidae).

## Soorten
- K. decorabilis (Leicester, 1908)
- K. imitata (Baisas, 1946)
- K. miyagii (Toma & Mogi, 2003)
- K. nemorosa (Gong, 1996)
- K. suchariti Miyagi & Toma, 1989